# 華僑日報
《華僑日報》是香港一份已停刊的中文報章，創刊於1925年6月5日。前身為旅港華商總會同人所辦，專以傳遞商務消息的《華商總會報》，而《華商總會報》的前身是香港出版的首張中文報紙《中外新報》，後因華商總會無意續辦，由岑維休偕同其兄長岑協堂及同事陳楷等承購，易名《華僑日報》, 並由岑協堂出任董事長，同時報館地址亦由乍畏街遷到荷李活道。《華僑》曾為香港銷量最高的報紙，在華人社會有舉足輕重的地位。1945年至1988年間，更曾另立《華僑晚報》（英語：Wah Kiu Man Po／Overseas Chinese Evening News）。然而，《華僑》終不敵於九十年代激烈的報業競爭，幾度易主後終於1995年1月12日停刊。
1925年，省港大罷工期間，大量鉛字工人曠工，不少報紙被逼停刊，因為岑維休曾辦石印公司，當時報紙仍能繼續出版，只是排版有所改變，字體較大。二戰後《華僑日報》、《工商日報》和《星島日報》成為當時香港最主要的三大報紙，亦是親國民黨的報紙。
1991年該報被《南華早報》收購，1994年初由香樹輝接手，1995年1月12日因虧損多時宣佈停刊，共發行近70年，如果將其前身一一計入（可追溯至1857年創刊的《香港船頭貨價紙》）則有138年歷史之久。《華僑日報》也是香港首份星期日出版的報紙。由於其歷史關係，亦成為香港歷史事件翻查的主要對象檔案之一。
除了刊印報紙外，《華僑日報》亦有編印《香港年鑑》和《香港法律彙編》等刊物，紀錄香港歷史大事和推動香港法律中文化。1937年該報更將業務拓展到澳門，創立《華僑報》，直至六十年代才分家。

## 歷史

### 前身
《華僑日報》的前身牽涉到三份報紙，分別是《香港船頭貨價紙》、《中外新報》和《香港華商總會報》。據說《孖剌西報》（Daily Press）因印製《英華字典》購入一批中文活字。為善用資源，該報在1857年另刊中文版，名為《香港船頭貨價紙》，逢周二、四、六出版，以商船往來、廣告資訊等為主，被視為是中國報業史上首份經濟類報紙和最早以單頁兩面印刷的中文報紙。其後改名為《香港中外新報》和《中外新報》，於民國初年以不畏強權、為時而著見稱，曾以辛辣文筆抨擊當時廣東軍閥龍濟光的管治無方，深受廣東省人民歡迎，銷量急增至逾萬份。後因第一次世界大戰爆發，股東離場以致報社經營困難。此時，已退守海南島的龍濟光收購《中外》，改變報社的政治立場，故使讀者群日漸流失。最後因龍氏被驅逐至北京，該報被逼停刊，交予香港華商總會接辦。
1919年，《中外新報》被改組為《香港華商總會報》，並與《孖剌西報》共同刊印。直至1923年，兩報聯辦合約屆滿，華商總會遂將報館遷往乍畏街，並斥資15,000元添置印刷機器，自行出版報紙。《香》延續《中外新報》的傳統，定期刊登貨價行情和船期信息，報道經濟行情和工商業新聞為主，又首創聘請專員採訪，亦是香港首份兼出晚報的日報。
1925年，因虧蝕嚴重，華商總會遂將報社轉售予岑維休等人，及後遷往荷李活道，易名為《華僑日報》。雖幾經易手，該報一直著重報道商業消息和華人社團動向，直至1995年停刊為止。

### 戰前時期
《華僑日報》創辦人岑維休1915年獲《南華早報》聘為校對文員，得到時任總編輯懷利（Ben Wylie）的賞識，未幾獲擢升為營業部高級職員。岑氏在懷利的鼓勵和協助下，決定離開《南早》自立門戶，於1925年夥同兄長岑協堂和陳楷承頂《香港華商總會報》，並在同年6月5日正式創立《華僑》(並由岑協堂出任董事長)。該報首創周日不停刊的本地先河，透過石印讓報紙可於排字工人休假時仍可出版，因而成功克服不久後爆發的省港大罷工之衝擊。另外，該報於上海、廣州特派採訪專員，讓中國各地的新聞可第一時間詳盡報道。《華僑》也首創晚間採訪組，讓晚上突發新聞亦能載錄於翌日日報上，得以抗衡當時為主流的英文報章。
《華僑日報》沿用前身《香港華商總會報》的工作人員，包括編總輯李大醒。李氏離職後，岑維休便聘請好友、《廣東英文新報》（Canton Daily Sun）記者胡惠民接任老總一職。胡氏親赴上海物色記者，讓上海的新聞可第一時間透過電報傳到香港，成功開拓在港上海人的讀者群。
1925年，省港大罷工席捲廣州和香港，多份本地報章受工潮波及被逼停印。《華僑日報》因能克服出版困難，並得到《南華早報》提供一手新聞，成功在罷工期間照常刊印，獨家報道工潮新聞。期間，《華僑》須改變印刷方式、版面篇幅、派送方式和提高售價。該報最初對罷工持否定態度，及後逐漸同情罷工工人的愛國行為，但如常印報的做法遭到華人社群的抨擊，更被貶稱為「漢奸報」。岑維休則認為中文報紙有責任深入報道是次工潮，維持印報符合工商界和愛國同胞的期望。
省港大罷工後，《華僑》躍升為香港中文報章的龍頭，1933年率先獲港英政府承認為登載法律廣告的有效刊物，漸與港府建立良好關係。除了與華人社團和文教界保持合作外，該報亦致力行善，救助貧苦難民。

### 二戰及日佔時期
1937年，中日戰爭爆發，香港市民對戰事新聞的需求大增，報紙銷量隨之急升。以華人為主的香港社會反日氣氛高漲，政治立場素來中立的《華僑日報》之編採立場亦轉以抗日為主。該報曾多次發動僑胞捐獻運動，收集香港和海外讀者的捐款購置60多輛救傷車，支援抗日戰事。
1941年12月香港攻防戰爆發，香港於同月月尾進入三年零八個月的日本佔領時期。《華僑》是淪陷期間少數能繼續出版的報章，其他報社大多被日軍強行合併整改，或挪用其器材印製日文刊物。當時香港新聞界受日本軍政府的嚴格監視和控制，新聞內容必須採用官方指定的通訊社稿件，自行採訪的新聞必須經過審查才可發報，故當時每份報紙的內容均清一色地歌頌日本發動大東亞戰爭及建立大東亞共榮圈。《華僑》編輯利用五花八門的寫作技巧暗中傳達反日信息，例如以推背圖隱喻盟軍反攻的消息，藉此激勵港人的士氣。1945年8月日本投降，本地報業隨即復興起來。

### 戰後時期
二次大戰後，《華僑日報》於1945年4月1日另立《華僑晚報》，填補日報的不足。晚報由岑維休之子岑才生主管，每日中午12時和下午4時出報，內容較注重通俗和趣味性，有別於日報的平穩莊重。晚報亦曾連續多年舉辦十大明星選舉及十大歌星金駱駝獎，以表揚香港演藝界幕前藝人並推動香港演藝發展。晚報的主要版面包括國際新聞、本港新聞、「華僑體育」、「東風西雨」、「夜聲晚趣」等。兩報各自運作，互不干涉。可惜因虧損累累，晚報於1988年4月1日終告停刊。
隨著1960年代香港經濟起飛，《華僑日報》面對更大的同業競爭，雖不斷引入外國先進的印刷器材，但予人印象老化，銷量漸被《成報》和《東方日報》後來居上。自1980年代起，《華僑》加強財經資訊、娛樂新聞、教育輔導和副刊內容。1990年代初試圖精簡內容，改善排版，吸引財經讀者，但已無法與對手《信報》和《經濟日報》匹敵。1991年，《華僑日報》銷量只得五萬餘份，不入全港十大，文教界讀者亦漸轉投《明報》懷抱。

### 易手與停刊
1985年，《華僑日報》的靈魂人物、社長岑維休逝世，資深總編輯何建章也於1987年退休。接手的岑才生不願艱苦經營報社，面對香港前途問題，最終在1991年賣盤予南華早報集團，結束岑家六十多年的辦報生涯。
南早接手後仍無法改善《華僑》的經營情況，兩年間虧蝕逾千萬元。1993年12月，香樹輝財團斥資2,000萬收購該報，入主董事局。香氏致力改革《華僑》，雖令報紙年輕化，銷路亦漸見好轉，但因成本上漲加上經濟不景，最終在1995年1月12日停刊。消息一出，外界無不感到詫異，港督彭定康亦讚揚《華僑》在香港新聞界的傑出地位，對其停刊感到難過。

## 英文名稱
《華僑日報》有兩個英文名稱，分別為意譯的「Overseas Chinese Daily News」和粵語音譯的「Wah Kiu Yat Po」。創刊初期採用前者，但因海外華人（Overseas Chinese）之名未能準確反映香港華人讀者群，亦難以爭取中國大陸的市場，故於1920年代開始改用音譯英文名稱。不過在該報停刊前夕的1994年，香樹輝著手改革報社時便改回最初的意譯英文名稱。

## 在香港文教界影響
因為經常刊載中學、大學的活動消息，《華僑日報》有不少香港文教界讀者。後來被《明報》和《星島日報》取代。報紙另設助學金，於1958年創立（和現「香港賽馬會助學金」有部份之關係，助學金與報紙一同停辦）。現時南華早報仍以華僑日報之名義開設大專學生貸款基金。

## 讀者論壇
該報設有「讀者論壇」，是公眾或機構致函該報所展示的報章版位，通常是第二版第一頁或另外標示。當時，無論市民、以至大型機構（例︰中華巴士、東華三院、以至麗的電視）都會利用「讀者論壇」向公眾發表看法、詢問機構一些事宜或與讀者交流。在1970年代，每到公開考試季節都會有大批考生在「讀者論壇」詢問考試舉辦單位各樣疑難（例︰填漏資料、疑似試題外泄、擔憂等）。

## 政治立場
創刊以來，《華僑日報》堅稱沒有明顯的政治立場，一直以香港人的利益作出發點，亦較注重工商界的聲音。在處理省港大罷工及二次大戰的新聞時，《華僑》均抱持較客觀理性的態度，且在日治期間照常刊印的做法更曾被國民政府斥為「漢奸報」，而岑維休在戰後一度被國府列為「文化漢奸」並予以通緝，且為引導至廣州受審名單的首位。。不過，岑家的政治取態明顯親國民政府，岑才生長年活躍於香港政界及台灣僑界，更獲委任為中華民國華僑救國聯合總會（僑聯總會）的永遠榮譽理事。事實上，《華僑日報》的立場處於中間偏右，該報報眉沿用民國紀年至1990年代，同時也較接近英屬香港政府的立場，在六七暴動期間支持政府打擊恐怖活動及平定左派暴亂。在處理兩岸議題時，該報的編採方針較迎合台灣的中華民國政府，例如會稱呼蔣經國、李登輝為總統，又會以「中共」等字眼表達對中華人民共和國政府的不承認，但相較於另一右派大報《工商日報》，該報對中共的立場較為溫和，亦經常轉載新華社、中國新聞社等中國大陸官方媒體的消息。

## 分支
- 《華僑晚報》：創刊於1945年9月1日，每日發行兩次，分別在中午12時正和下午3時出版。1988年4月1日停刊。
- 《華僑報》：1937年，趙斑斕和雷渭靈往澳門辦報。最初《華僑報》隸屬《華僑日報》，到1967年被趙收購，現為澳門第二大報紙。

## 報館位置
華僑日報自1925年起一直於荷李活道106-116號大樓辦公，直到1992年才遷往糖廠街南華早報大樓（現太古坊林肯大廈），與南華早報在同一大廈辦公至停刊為止。
現時荷李活道舊報館已被拆卸，土地由恒基兆業購入，重建為住宅「聚賢居」。底層有一餐廳，名為"The Press Room"。

## 趣聞
來稿照登，隻字不改：曾有專欄作家在來稿下以細字要求編輯儘快發稿費，這段文字竟能隻字不改見報。

## 電影取景
《華僑日報》歷史悠久，總部所在地荷李活道曾被不少電影取景拍攝，包括1987年電影《胭脂扣》，主角如花到報社登報尋人的一幕便於該報取景，陳舊的裝潢與電影氣氛不謀而合。另外，1960年的西片《蘇絲黄的世界》則借用《華僑》的天台，拍攝維港的景致。

## 外部連結
- 香港中文大學中文系：《〈華僑日報〉副刊研究 （页面存档备份，存于）》計畫。
- 香港文學資料庫:《〈華僑日報．文藝〉 （页面存档备份，存于）》